# Weber Arthur
Weber Arthur (Késmárk, 1888. augusztus 18. – Berlin, Németország, 1929. augusztus 17.) bölcseleti doktor, középiskolai tanár, sajtóattasé, egyetemi magántanár, irodalomtörténész.

## Élete
Késmárkon született, ahol apja az evangélikus líceum tanára volt. Középiskolai tanulmányait szülővárosában végezte; 1906-ban beiratkozott a budapesti egyetem bölcseleti karára. 1910-ben szakvizsgálatot tett magyar-, német- és francia nyelv- és irodalomból. Egyetemi tanulmányai alatt a báró Eötvös József kollégium tagja volt. Gyakorlati évét a budapesti VIII. kerületi községi reáliskolában, majd a református főiskolában töltötte. 1911-től a budapesti Baár-Madas református felsőbb leányiskola rendes tanára volt; 1918-tól egyetemi magántanár volt Budapesten. 1919. februárban a nemzetiségi minisztériumban osztálytanácsos lett, 1923-ban a berlini magyar követséghez osztották be sajtószolgálatra.
Cikkei az Ethnographiában (1909. Zrínyi halála egy német népmondában, 1912. A Zrinyi-legenda); Erdélyi Múzeumban (1910. Jósika ifjúkori kísérletei); Revue de Hongrieban (1910. Louis Katona); Irodalomtörténeti Közleményekben (1911. Jósika irodalomtörténeti levelezése); az Irodalomtörténetben és a Budapesti Hirlapban.

## Munkái
- "Szigligeti Rózsá"-jának forrásai. Bpest, 1910. (Különnyomat az Egyet. Philol. Közlönyből).
- Zrinyi halála. Bpest, 1910. (Különnyomat a Hadtörténelmi Közleményekből.)
- A hűtlen özvegy történetének egy ismeretlen alakja. Bpest, 1911. (Különnyomat az Irodalomtört. Közleményekből.)
- Shakespeare hatása a vígjátékíró Vörösmartyra. Bpest, 1911. (Különnyomat a Shakespeare-Tárból.)
- Kleist. Bpest, 1912. (Különnyomat az Urániából.)
- Don Juan en Hongrie. Bpest, 1912. (Különnyomat a Revue de Hongrieből.)
- Szenczi Molnár Albert Németországban. Bpest, 1912. (Különnyomat a Heinrich-Emlékkönyvből. Philologiai dolgozatok. Szerk. Grogger Róbert.)
- Kazinczy Amerikai Podocza (Budapest, 1914)[2]
- Viharvirágok (Német Ákos álnéven; színmű, 1915)
- A szepesi nyelvjárás-tanulmányozás története (Budapest, 1916)
- Shakespeare és a legújabb német irodalom (Budapest, 1916)
- Rauch, Erinnerungen eines Offlziers aus Altösterreich (München, 1918)
- Die Zipser-Deutschen (Berlin, 1919)
- Német fonetikus társalgási nyelvkönyv; Kultura, Bp., 1921 (Kultúra nyelvtanai. Világnyelvek tanító nélkül)
- Einsame und verkannte Erzählungen aus der Zipser Vergangenheit (Lipcse, 1921)
- Einsame und Verkannte (elbeszélések, Potsdam, 1925)
- Der Zufluchtsstein (elbeszélések, Potsdam, 1926).
- Graf Tisza und der Eintritt in den Weltkrieg (Berlin, 1927).